# Atletica leggera ai Giochi olimpici intermedi - Maratona
Ai Giochi olimpici intermedi di Atene 53 atleti parteciparono alla maratona. La corsa, che si disputò sulla distanza di 41,860 km, si tenne il 1º maggio con arrivo nello Stadio Panathinaiko.

## La gara
La gara parte alle 15 ed è resa difficile dalla temperatura di 27 gradi, cui molti atleti non sono abituati in primavera.
Spyridōn Louīs non c'è; per i greci il favorito è Koutoulakis. Ma nessuno è in grado di opporsi al canadese Sherring. Il nordamericano produce uno scatto a 10 km dalla fine che gli consente di arrivare solo al traguardo, con un vantaggio di ben sette minuti sul secondo classificato.
Al 24° chilometro si è ritirato uno dei favoriti, Dorando Pietri, per problemi intestinali, quando era solo al comando con oltre 5 minuti di vantaggio sugli inseguitori. Il carpigiano ci riproverà a Londra 1908.
Il numero totale di ritirati, 39, è il più alto di tutte le maratone olimpiche disputate nel XX secolo. Dopo il vincitore Sherring tagliano il traguardo solo 15 atleti dei 53 partenti.
| Pos     | Paese       | Atleta         | Età | Tempo     |
| ------- | ----------- | -------------- | --- | --------- |
| Oro     | Canada      | Billy Sherring | 28  | 2h51'23"6 |
| Argento | Svezia      | John Svanberg  |     | 2h58'20"8 |
| Bronzo  | Stati Uniti | William Frank  |     | 3h00'46"8 |

Per la brillante vittoria, Sherring, riceverà un premio di 5.000 dollari dal Comune della sua città, Hamilton. Il canadese si ritirerà dalle competizioni prima dei Giochi del 1908.